# Mizuho (Tokio)
Mizuho (jap. 瑞穂町 Mizuho-machi) ist eine Stadt im Landkreis Nishi-Tama der japanischen Präfektur Tokio.

## Geografie
Durch die Gründung von kreisfreien Städten in der zweiten Hälfte des 20. Jahrhunderts ist Mizuho heute von den übrigen verbliebenen Gemeinden des Landkreises abgeschnitten.
Nachbargemeinden von Mizuho sind beginnend im Süden in Uhrzeigersinn die (kreisfreien) Städte Fussa, Hamura, Ōme, Iruma, Tokorozawa und Musashimurayama.

## Geschichte
Die Gemeinde entstand 1940 durch die Vereinigung der vier Dorfgemeinden (-mura) Hakonegasaki, Ishihata, Tonogaya und Nagaoka. Diese hatten bereits seit der Einführung moderner Kommunalordnungen 1889 einen Gemeindeverband (chōson kumiai) gebildet – bis 1893 noch wie der gesamte Landkreis als Teil der Präfektur Kanagawa. 1940 eröffnete die Kaiserliche Heeresluftwaffe an der südlichen Gemeindegrenze den Flugplatz Tama (Tama hikōjō), seit Kriegsende die in den 1950er Jahren erheblich vergrößerte Yokota Air Base der Air Force, der auch die Entwicklung von Mizuho maßgeblich beeinflusste. 1958 wurde in einer präfekturübergreifenden Gemeindefusion ein großer Teil des Dorfes Moto-Sayama im Kreis Iruma der Präfektur Saitama nach Mizuho eingemeindet.
Die Einwohnerzahl von Mizuho verdoppelte sich zwischen den 1960er und 1990er Jahren, stagnierte weitgehend in den 2000er Jahren und ist inzwischen leicht rückläufig.
Seit 2006 besteht eine Städtepartnerschaft zwischen Mizuho und Morgan Hill im US-Bundesstaat Kalifornien.

## Sehenswürdigkeiten
Auf der Ostgrenze von Mizuho liegt der Noyamakita-Rokudōyama-Park, ein präfekturbetriebener Park (toritsu kōen) am Rande des Präfekturnaturparks Sayama (Tōkyō toritsu Sayama shizen kōen), der ebenfalls in das Stadtgebiet von Mizuho hineinreicht.

## Verkehr

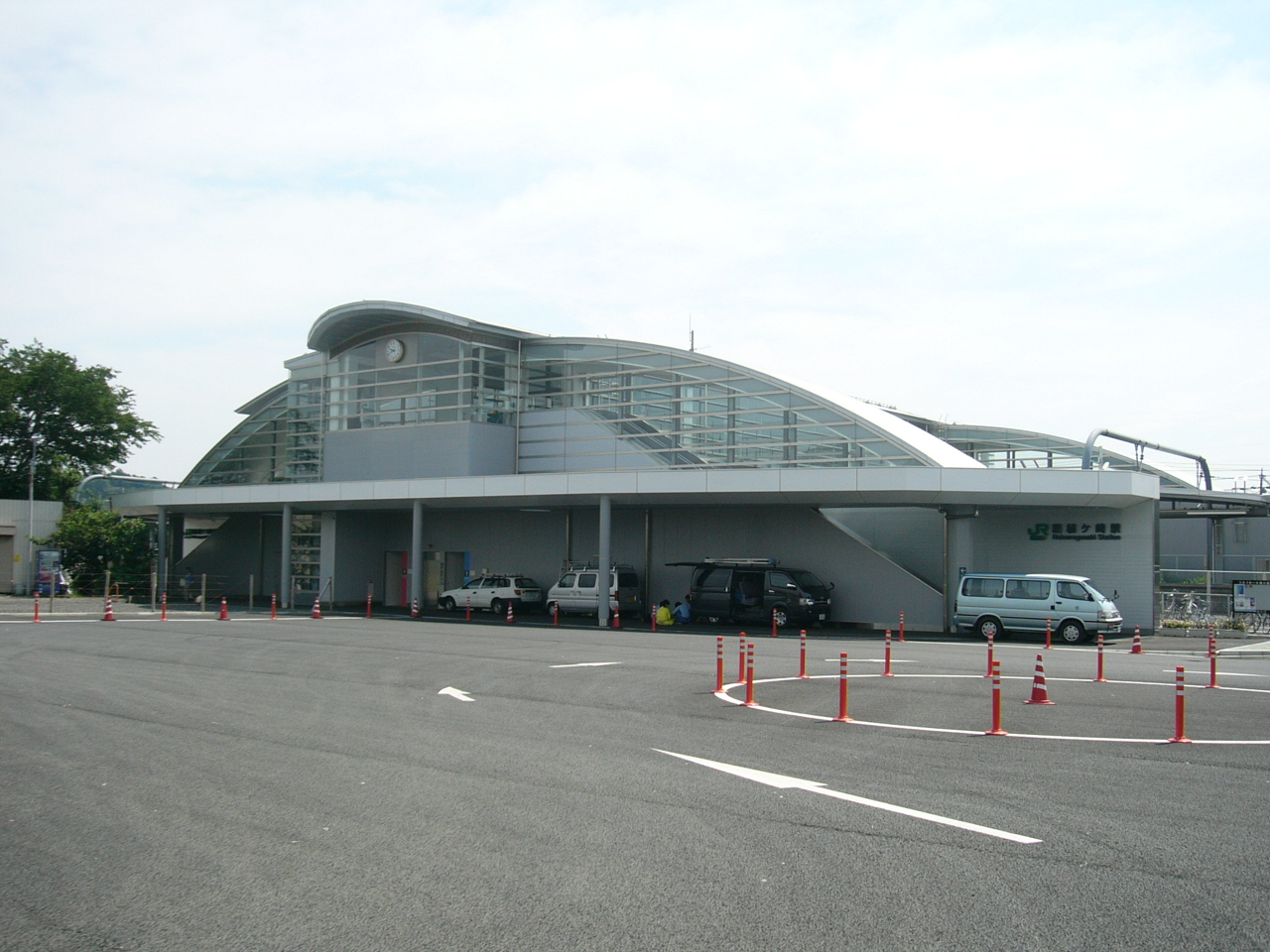
Im Ortskern in Hakonegasaki liegt auch der gleichnamige Bahnhof.

Die Hachikō-Linie der heutigen JR Higashi-Nihon bindet die Stadt mit dem Bahnhof Hakonegasaki seit 1931 an das Schienennetz an. Wichtigste Straßenverbindung ist die Nationalstraße 16, die auf dem 1989 fertiggestellten Mizuho bypass den Ortskern von Mizuho umgeht.

## Wirtschaft
In Mizuho befindet sich ein Werk zur Wartung von Flugzeugtriebwerken von IHI. Ein bekanntes landwirtschaftliches Produkt aus Mizuho ist der Sayama-Tee, in Abgrenzung zu in der Präfektur Saitama angebautem Tee auch als Tokio-Sayama-Tee (Tōkyō-Sayama-cha) bezeichnet.

## Bildung

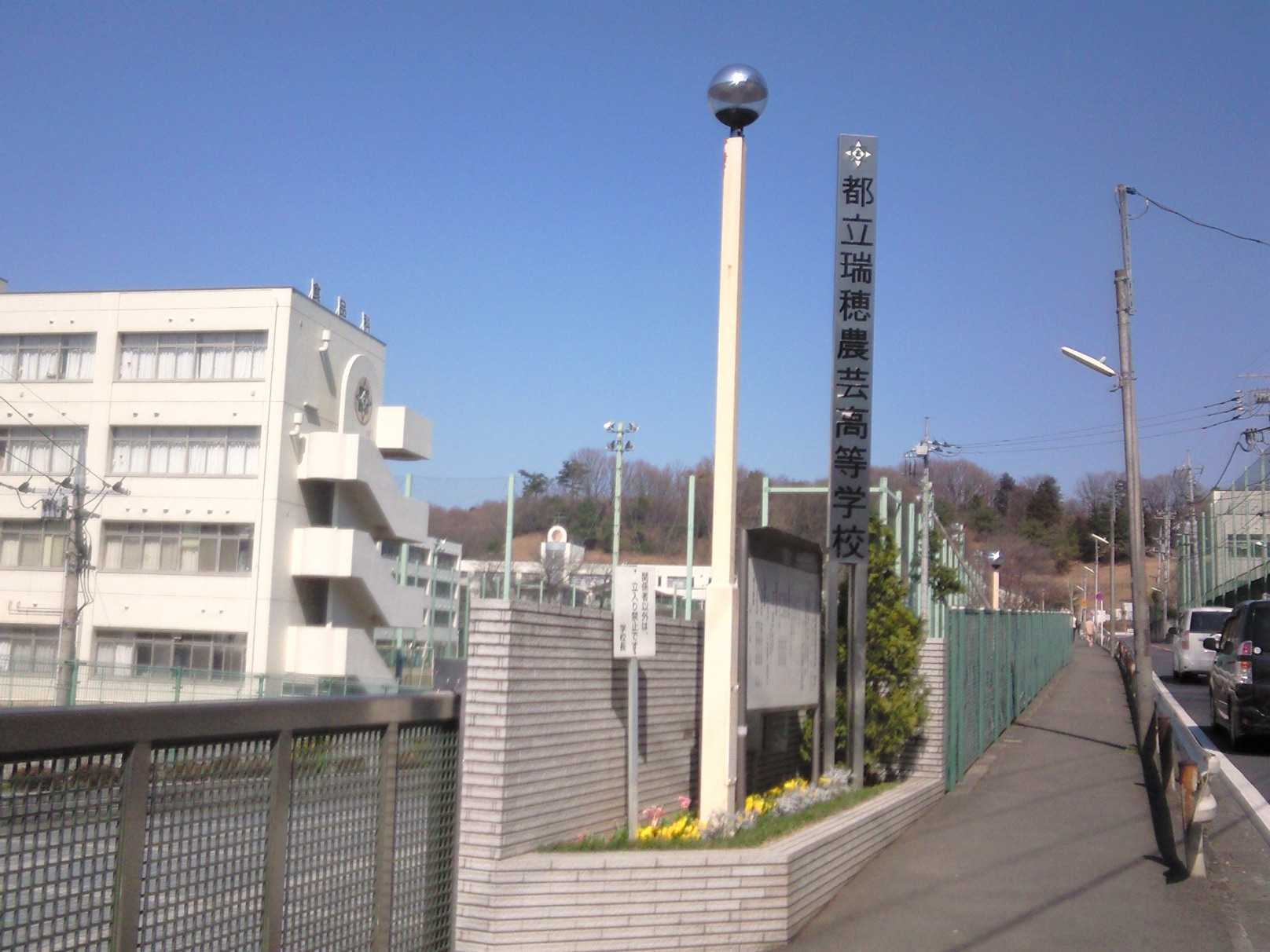
Landwirtschafts- und Gartenbau-Oberschule Mizuho

Die präfekturbetriene Landwirtschafts- und Gartenbau-Oberschule Mizuho (Tōkyō toritsu Mizuho nōgei kōtō-gakkō) ist die einzige Oberschule in Mizuho. Die Stadt Mizuho betreibt fünf Grund- und zwei Mittelschulen.